# 中华邮政储金汇业局

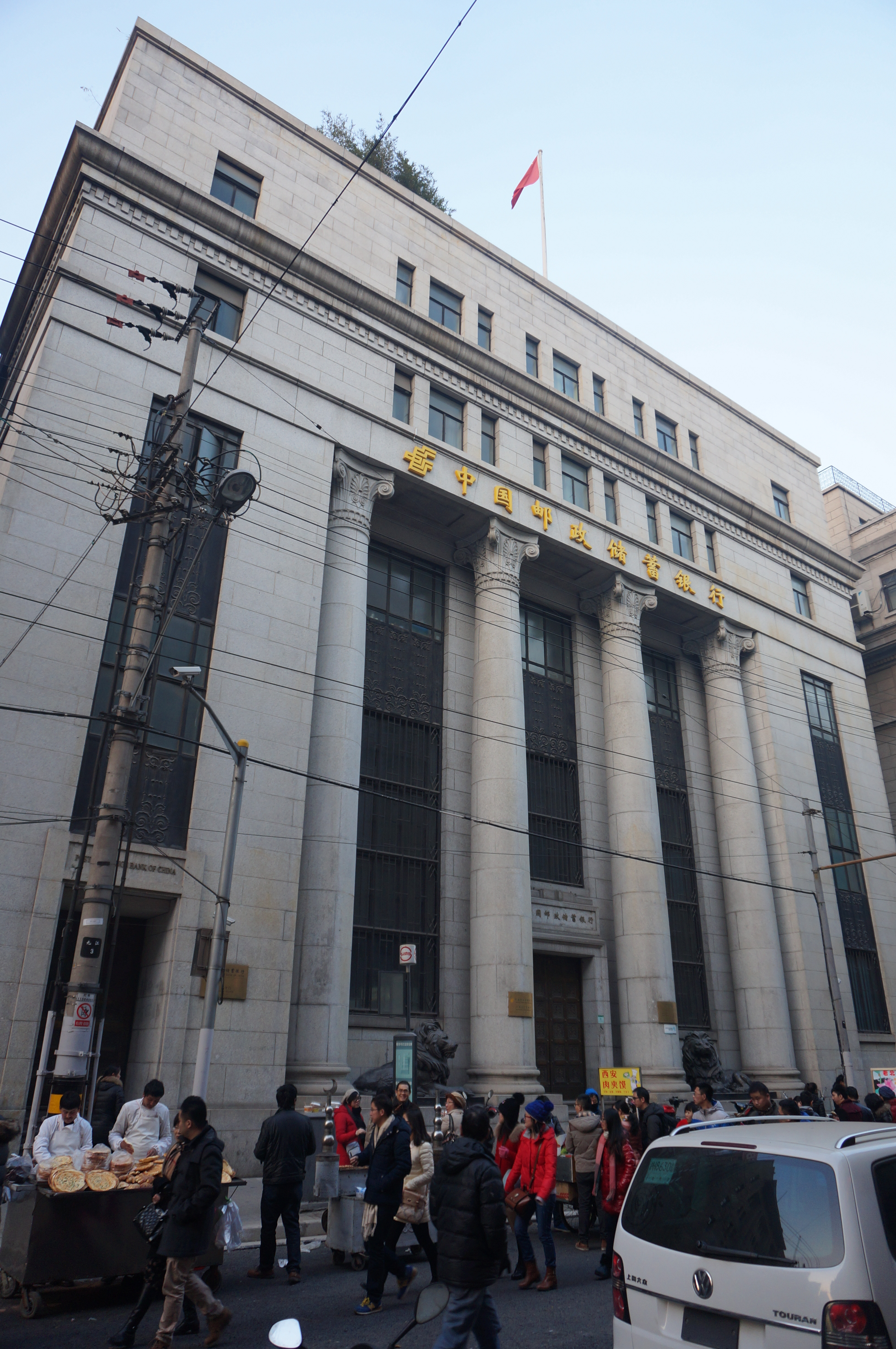
三菱银行大楼

中华邮政储金汇业局原为日商三菱银行，是中国上海的一座历史建筑，位于今黄浦区九江路36号，靠近外滩，坐北朝南。该建筑原为三菱银行上海分行大楼，建于1934-1936年，由德和洋行设计，钢筋混凝土结构，新古典主义风格，立面设通高三层的巨柱，下部为花岗石贴面。和上海公庫相鄰。1945年以后，该建筑由中华邮政储金汇业局接管，现为中国邮政储蓄银行。
1994年，该建筑已被列为第二批上海市优秀历史建筑，编号A-Ⅲ-044。